# أندريا جايجر
أندريا جايجر (بالإنجليزية: Andrea Jaeger)‏ مواليد 4 يونيو 1965 في شيكاغو، هي لاعبة كرة مضرب أمريكية سابقة بدأت مسيرتها كمحترفة عام 1980 وكانت تلعب باليد اليمنى، اعتزلت اللعب في 1985. كما أنها إحدى بطلات الجراند سلام. أعلى تصنيف لها في الفردي كان المركز الـ 2 في سنة 1981. سبق أن شاركت في دورة الألعاب الأولمبية الصيفية. فازت بجائزة أفضل قادمة جديدة من قبل رابطة محترفات التنس.

## بطولات حققتها
- دورة رولان غاروس الدولية

## نهائيات البطولات الكبرى

### الفردي: النهائيات 2 (الألقاب 0, الوصافة 2)
| الحصيلة | السنة | البطولة                  | الأرضية | المنافس             | النتيجة       |
| ------- | ----- | ------------------------ | ------- | ------------------- | ------------- |
| الوصافة | 1982  | دورة رولان غاروس الدولية | ترابية  | مارتينا نافراتيلوفا | 7–6(8–6), 6–1 |
| الوصافة | 1983  | بطولة ويمبلدون           | عشبية   | مارتينا نافراتيلوفا | 6–0, 6–3      |

## روابط خارجية
- أندريا جايجر على موقع رابطة محترفات التنس (الإنجليزية)
- أندريا جايجر على موقع الاتحاد الدولي لكرة المضرب (الإنجليزية)
- أندريا جايجر على موقع كأس بيلي جين كينغ (الإنجليزية)
- أندريا جايجر على موقع بطولة ويمبلدون (الإنجليزية)
- أندريا جايجر على موقع خلاصة التنس.كوم (الإنجليزية)
- أندريا جايجر على موقع إي إس بي إن.كوم (الإنجليزية)
- أندريا جايجر على موقع اللجنة الأولمبية الدولية (الإنجليزية)
- أندريا جايجر على موقع أوليمبيديا (الإنجليزية)